# 6to4

6to4 IP adress calculation.

6to4 es un sistema que permite enviar paquetes IPv6 sobre redes IPv4 obviando la necesidad de configurar túneles manualmente. Fue diseñado para permitir conectividad IPv6 sin la cooperación de los proveedores de Internet. 

## Características
Este sistema puede funcionar en un router, proveyendo conectividad a toda una red, o en una máquina en particular. En ambos casos se necesita una dirección IP pública. La clave del sistema consiste en la asignación de direcciones IPv6 que contienen embebida la dirección IPv4 pública del router. Estas direcciones tienen todas el prefijo 2002::/16. De esta manera, cuando es necesario convertir un paquete IPv6 para que atraviese la red IPv4, el router sabe la dirección a la que debe estar dirigido el paquete IPv4 generado.
En el caso en el que se conectan dos redes que utilizan 6to4 la relación es simétrica: los routers de ambos sistemas intercambian entre sí los paquetes. Para enviar un paquete a una dirección IPv6 "nativa" es necesario, en cambio, enviarlo a un router que esté conectado a la red IPv6 real. Esto se logra enviando el paquete a una dirección anycast: 192.88.99.1. El emisor no necesita saber dónde está ese router, y se espera que muchas de las distintas redes que conforman Internet provean routers que respondan a esta dirección. Asimismo, desde la red pura IPv6 cuando un paquete está destinado a una red 6to4 debe ser dirigido a un router que anuncie manejar el prefijo 2002::/16.
Cuando la dirección IPv4 utilizada es fija, el prefijo IPv6 que se genera sobre la base de ella es fijo también. En este caso es posible pedir a Number Resource Organization una delegación del DNS reverso para ese prefijo particular, bajo la zona 2.0.0.2.ip6.arpa. Esto se hace en el sitio http://6to4.nro.net/ y el proceso es completamente automático.
Otro protocolo para la coexistencia de IPv6 e IPv4 es Teredo. La diferencia con 6to4 es que Teredo no necesita una dirección IPv4 pública, y tiene mecanismos para crear "agujeros" en los routers NAT detrás de los que se utiliza.